# アメリカ合衆国憲法第7条

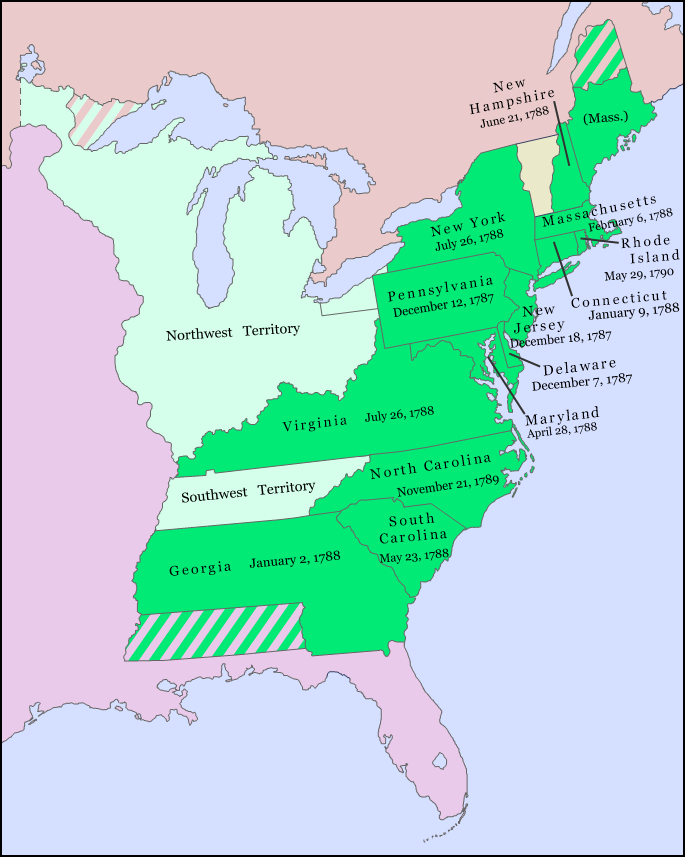
13州が憲法を批准した日付

アメリカ合衆国憲法第7条（アメリカがっしゅうこくけんぽうだい7じょう、英: Article Seven of the United States Constitution）は、アメリカ合衆国憲法が発効するために必要な州の批准数と州が憲法を批准する方法について定めている。
第7条に基づき、13州はそれぞれ憲法の批准に関する会議を開き、発効に必要な9州の批准が行われた。13州で最初にデラウェア州が1787年12月7日に批准し、ニューハンプシャー州が9番目に批准して、憲法が発効した。最後に批准したのはロードアイランド州であり、1790年5月29日だった。

## 背景
フィラデルフィア憲法制定会議で採択されてから3日後の1787年9月20日に、憲法の草案は連合会議に提出され、承認された。8日間の議論の後に、反対側は批准方法を決める段階で多くの妥協の最初のものを行った。連合会議は草案を検討するために各州に提案したが、どの州も承認、反対のいずれも行わなかった。

## 批准
憲法は1787年12月7日から1790年5月29日にかけて各州で批准された。
|       | 州と日付                             | 採決 | 採決 | 割合 |
| 賛成  | 州と日付                             | 反対 |      | 割合 |
| ----- | ------------------------------------ | ---- | ---- | ---- |
| 1     | デラウェア州 – 1787年12月7日         | 30   | 0    | 100% |
| 2     | ペンシルベニア州 – 1787年12月12日    | 46   | 23   | 67%  |
| 3     | ニュージャージー州 – 1787年12月18日  | 38   | 0    | 100% |
| 4     | ジョージア州 – 1788年1月2日          | 26   | 0    | 100% |
| 5     | コネチカット州 – 1788年1月9日        | 128  | 40   | 76%  |
| 6     | マサチューセッツ州 – 1788年2月6日    | 187  | 168  | 53%  |
| 7     | メリーランド州 – 1788年4月28日       | 63   | 11   | 85%  |
| 8     | サウスカロライナ州 – 1788年5月23日   | 149  | 73   | 67%  |
| 9     | ニューハンプシャー州 – 1788年6月21日 | 57   | 47   | 55%  |
| 10    | バージニア州 – 1788年6月25日         | 89   | 79   | 53%  |
| 11    | ニューヨーク州 – 1788年7月26日       | 30   | 27   | 53%  |
| 12    | ノースカロライナ州 – 1789年11月21日  | 194  | 77   | 72%  |
| 13    | ロードアイランド州 – 1790年5月29日   | 34   | 32   | 52%  |
| 総計: | 総計:                                | 1071 | 577  | 65%  |

## 施行
1787年と1788年に、憲法制定会議の後に、提案された憲法について合衆国の各地で激しい議論が行われた。憲法の支持者は、より困難な州は後回しにして、議論がほとんどあるいは全くない州で批准のための運動を開始した。
1788年6月21日に、ニューハンプシャー州が9番目に批准したことで、憲法が発効し、アメリカ合衆国政府の新たな枠組みが構築されていくことになった。しかし、憲法が発効されたものの、バージニア州、ニューヨーク州、ノースカロライナ州、ロードアイランド州は新政府に含まれていなかった。連合会議が1789年3月4日に憲法に基づいて手続きを開始すると決めると、バージニア州、ニューヨーク州は、新政府が発足して新議会が招集される前に憲法を批准した。
権利章典を含む修正条項12項が、1789年6月に各州に提案され、ノースカロライナ州は憲法を批准した。最後に、ロードアイランド州は、1788年3月の住民投票で批准を否決した後に、1790年に批准に関する会議を招集した。外国政府として扱われる恐れに直面したので、2票差で批准した。